# Phare de Cedar Point (Maryland)
Le phare de Cedar Point (en anglais : Cedar Point Light), était un phare situé en baie de Chesapeake dans le Comté de Saint Mary, dans le Maryland.

## Historique
Cedar Point n’a reçu de feu qu’en 1896, à la suite d’une demande du conseil du phare datant de 1888 et d’un crédit ouvert en 1894. Une maison en briques de deux étages a été construite avec une tour attenante, de loin le dernier exemple d’une telle construction sur la baie de Chesapeake. L'érosion du site a été exacerbée par le dragage du sable à proximité et, dans les années 1920, la lumière s'est installée sur une île minuscule, ce qui a entraîné son abandon en 1928 au profit d'un phare. Cette balise a également été abandonnée au milieu des années 1950, et a été remplacée par une bouée lumineuse plus au large.
Le phare avait été déclaré éligible au Registre national des lieux historiques en 1979 et trois ans plus tard, la coupole a été retirée et emmenée au musée de la Naval Air Station Patuxent River. La démolition a été approuvée et les restes lourdement endommagés ont été démantelés en 1996. Les pignons et quelques briques ont été envoyés au Calvert Marine Museum pour la construction d'un pavillon. Seule une partie de la fondation reste sur le site d'origine.
Identifiant : ARLHS : USA-1020 ; USCG : 2-18870  .

### Lien connexe
- Liste des phares du Maryland